# Глен Риџ (Флорида)
Глен Риџ (енгл. Glen Ridge) град је у америчкој савезној држави Флорида. По попису становништва из 2010. у њему је живело 219 становника.

## Демографија
Према попису становништва из 2010. у граду је живело 219 становника, што је 57 (20,7%) становника мање него 2000. године.
| Група             | 2000.       | 2010.       |
| Белци             | 197 (71,4%) | 152 (69,4%) |
| Афроамериканци    | 25 (9,1%)   | 3 (1,4%)    |
| Азијати           | 1 (0,4%)    | 0 (0,0%)    |
| Хиспаноамериканци | 30 (10,9%)  | 62 (28,3%)  |
| Укупно            | 276         | 219         |